# Benito Floro
Benito Floro Sanz (Gijón, 2 de junho de 1952) é um treinador de futebol espanhol. Atualmente encontra-se desempregado.[carece de fontes?]

## Carreira
Nascido em Gijón, Floro não teve experiência como jogador de futebol, tendo iniciado a carreira em 1978, no Silla, clube que disputa campeonatos regionais da Comunidade Valenciana. Permaneceu treinando equipes da região (Torrent, Dénia, Gandía, Alzira, Ontinyent e Olímpic de Xàtiva) até 1988, quando foi contratado pelo Villarreal, então um time de pequena expressão, ficando por uma temporada. Voltaria a treinar o Submarino Amarelo entre 2002 e 2004, quando foi campeão da Copa Intertoto.
Seu primeiro trabalho mais expressivo foi no Albacete, onde em sua primeira passagem venceu a Terceira Divisão de 1989–90 e a Segunda Divisão em 1990–91, regressando em 1994 após treinar o Real Madrid, pelo qual foi campeão da Copa del Rey em 1992–93 e da Supercopa da Espanha em 1993.
Floro ainda teve passagens por Sporting de Gijón, Vissel Kobe, Monterrey, Mallorca, Barcelona de Guayaquil, Wydad Casablanca e Alajuelense, onde também era o diretor-esportivo, função que exerceu no Real Madrid na temporada 2005–06. Seu primeiro trabalho numa seleção nacional foi no Canadá, entre 2013 e 2016, comandando os Canucks na Copa Ouro da CONCACAF de 2015, chegando a ser auxiliado por seu filho, Antonio Floro.

## Títulos
Villareal
- Taça Intertoto da UEFA: 1 (2004)

Real Madrid
- Copa del Rey: 1 (1992–93)
- Supercopa da Espanha: 1 (1993)

Alzira
- Quarta Divisão: 1 (1985–86)